# Palazzo dell'Accademia nazionale virgiliana
Il palazzo dell'Accademia nazionale virgiliana è uno storico edificio del centro di Mantova.

## Storia e descrizione
L'edificio su due piani con cortile interno e di fondazione medievale, appartenne al conte di Guastalla Ferrante I Gonzaga, figlio di Francesco II Gonzaga e di Isabella d'Este. Ereditato a metà del Cinquecento dal figlio Cesare I Gonzaga, venne da costui utilizzato come sede dell'Accademia degli Invaghiti, fondata dallo stesso Gonzaga nel 1562.
Con l'istituzione nel 1768 dell'Accademia nazionale virgiliana per decreto dell'imperatrice Maria Teresa d'Austria, il palazzo divenne sede dell'accademia stessa. Tra il 1773 e il 1773 l'architetto veronese Paolo Pozzo curò il rifacimento del palazzo in stile neoclassico su progetto di Giuseppe Piermarini.
La facciata del palazzo ingloba anche il Teatro Bibiena, realizzato da Antonio Bibbiena nel 1767-69.